# Estoril Open 2006
Estoril Open 2006 — тенісний турнір, що проходив на кортах з ґрунтовим покриттям Estoril Court Central в Оейраші (Португалія). Це був 17-й за ліком Estoril Open серед чоловіків і 10-й - серед жінок. Належав до серії International Series в рамках Тур ATP 2006 і до турнірів 4-ї категорії в рамках Туру WTA 2006. Тривав з 1 до 7 травня 2006 року.

## Фінальна частина

### Одиночний розряд, чоловіки
Давід Налбандян —  Микола Давиденко, 6–3, 6–4

### Одиночний розряд, жінки
Чжен Цзє —  Лі На, 6–7(5–7), 7–5, знялася

### Парний розряд, чоловіки
Лукаш Длуги /  Павел Візнер —  Lucas Arnold /  Леош Фридль, 6–3, 6–1

### Парний розряд, жінки
Лі Тін /  Сунь Тяньтянь —  Хісела Дулко /  Марія Санчес Лоренсо, 6–2, 6–2